# Javier Casquero
Francisco Javier Casquero Paredes (ur. 3 listopada 1976 roku w Talavera de la Reina) – hiszpański piłkarz występujący najczęściej na pozycji środkowego pomocnika. Obecnie gra w Getafe CF.

## Kariera
Javier Casquero zawodową karierę rozpoczynał w 1994 roku w drugoligowym CD Toledo. Przez pięć sezonów rozegrał 102 spotkania, w których zdobył osiem goli. W trakcie rozgrywek 1996/1997 został wypożyczony do trzecioligowego Cultural Leonesa, w barwach którego wystąpił w ośmiu pojedynkach. W 1999 roku Casquero trafił do Atlético Madryt. Nie przebił się jednak do pierwszej drużyny i występował w drugim zespole "Los Colchoneros". Rozegrał dla niego 38 meczów, po czym przeniósł się do Sevilii. W ekipie "Palanganas" zadebiutował w rozgrywkach Primera División. Na Estadio Ramón Sánchez Pizjuán hiszpański pomocnik od razu wywalczył sobie miejsce w podstawowej jedenastce, które stracił dopiero w 2004 roku. Łącznie w drużynie Sevilli Javier wystąpił w 144 ligowych pojedynkach, w którym 21 razy wpisał się na listę strzelców. Latem 2005 roku Casquero przeszedł do Racingu Santander, z którym zajął siedemnastą pozycję w pierwszej lidze. W 2006 roku wychowanek CD Toledo podpisał kontrakt z Getafe CF. Razem z "Azulones" dotarł do 1/4 finału Pucharu UEFA. Getafe przegrało w nim po dogrywce z Bayernem Monachium różnicą zdobytych goli na wyjeździe. W meczu z "Bawarczykami" Javier strzelił jedną z bramek.